# كبدية
الكبدية (الاسم العلمي: Marchantiaceae) هي فصيلة من النباتات تتبع رتبة الكبديات من طائفة الكبدانية.

## أجناس
- حشيشة الكبد
- البريسيا